# May Yohé
Mary Augusta "May" Yohé (6 de abril de 1866 – 29 de agosto de 1938) foi uma atriz estadunidense de teatro musical e cinema. Após o início da sua carreira com a McCaull Comic Opera Company, em 1886,  em Nova Iorque e Chicago, ela alcançou sucesso no teatro de Londres em 1893. No ano seguinte, em Londres, ela criou o papel título do show Little Christopher Columbus.
Em 1894, ela casou com Lord Francis Hope e tornou-se proprietária do Hope Diamond. Ela, no entanto, continuou a se apresentar no teatro musical West End e, em seguida, nos EUA. Divorciou-se de Hope em 1902 e casou-se várias vezes, com uma série de aventureiros financeiramente bem sucedidos. Apresentou-se  no music hall e vaudeville na costa oeste e em vários outros lugares nos Estados Unidos nas primeiras décadas do século XX, mas se encontrava frequentemente em risco financeiro. Em 1924, ela e seu último marido, John Smuts, estabeleceram-se em Boston, onde morreu em quase pobreza.

## Primeiros anos
Yohé nasceu em Bethlehem, Pensilvânia, filha de William W. e Elizabeth (nascida Batcheller) Yohé. Seu pai, um veternano da Guerra Civil Americana, foi o filho ou sobrinho de Caleb Yohé, proprietário do Eagle Hotel, onde Yohé nasceu. William Yohé havia herdado o hotel e foi localmente famoso pelas cenas de aldeia em miniatura que construiu nos terrenos do hotel, especialmente para o Christmas putz anual. A mãe de Yohé, uma descendente dos Narragansett, era uma costureira talentosa que, segundo Yohé, tinha uma clientela em Filadélfia que incluía muitas pessoas famosas do teatro da época. Quando jovem, Yohé entretinha os convidados do Eagle Hotel dançando, cantando e recontando histórias de infância. O que aconteceu com o pai dela não é claro. Em 1878, ele tirou o passaporte com planos de viajar para o Brasil, enquanto a família defende que ele morreu no Colorado ou Montana em torno de 1885. Por volta dos 10 anos de idade, Yohé foi enviada à Europa para uma educação refinada, estudando em Dresden e mais tarde no convento de Sacré Coeur em Paris.

## Carreira

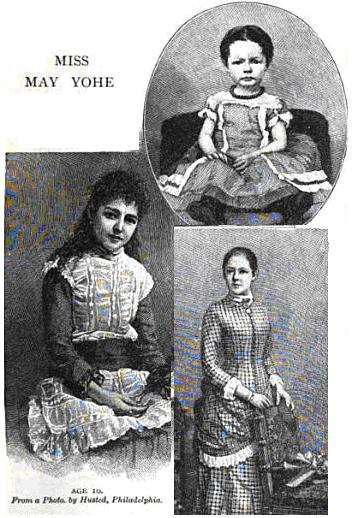
Fotografias infantis - The Strand Magazine, 1895

Yohé começou sua carreira como soprano, mas em pouco tempo sua voz baixou em um contralto que foi descrito como peculiar. Ela debutou como May Yohé (May deriva de suas iniciais) em Janeiro de 1886, na McCaull Comic Opera Company, como Dilly Dimple em The Little Tycoon, uma opera cômica de Willard Spencer, apresentada no Temple Theatre, em Filadélfia e em março desse ano no Standard Theatre, em Nova Iorque. Em março de 1887, ela atuou na produção da Broadway Lorraine, composta por Rudolph Dellinger para um libretto de Oscar Walther, que foi adaptado para o ingles por William J. Henderson. Ela então atuou na mesma produção no Chicago Opera House. Nessa produção, ela cantava com muito sucesso:
| “ | Every Flower that Blooms so Fair Every Birdlet that Beats the Air Has Heard of thy Beauty Rare Thy Beauty Beyond Compare ". | ” |

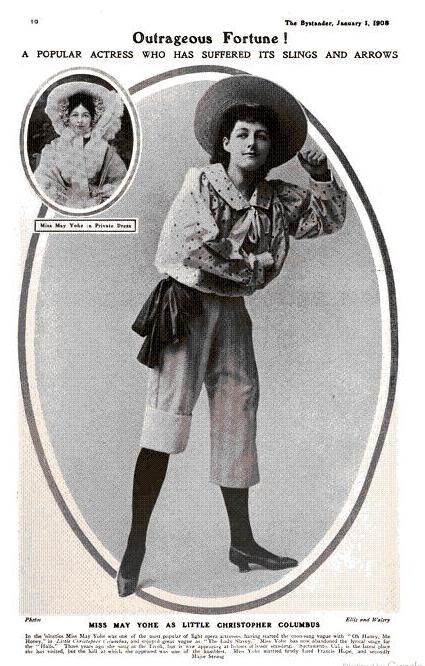
Na ópera Little Christopher Columbus, c. 1894 (The Bystander, 1908)

Por vários anos, a canção permaneceu popular na área de Chicago.  Em 1887, com a McCaull e a Chicago Opera House, ela cantou Bid Me Good-By and Go na comédia musical Natural Gas, de Henry Grattan Donnelly. Sua qualidade vocal atraiu a atenção do gerente do Chicago Opera House, e ela foi escolhida para atuar como princesa Zal-Am-Boo em Arabian Nights, de Alfred Thompson, que estreou em 2 de junho de 1887. No ano seguinte, ela atuou em The Crystal Slipper: or Prince Pretliwittz and Little Cinderella, também no Chicago Opera House.
Em 1888, no fim de semana que precedia o Quatro de Julho, Yohé viajava para Cleveland, Ohio na companhia de Edward Shaw, o filho de W. W. Shaw, o maior acionista do Chicago Opera House, e perdeu pelo menos duas apresentações antes de retornar. A jovem esposa de Shaw pediria o divórcio uma semana depois. Posteriormente excursionou pela América e no estrangeiro com o Grupo George Lederer na comédia U & I e como Celia Cliquot em Hoss and Hoss, embos em 1891.
Em 1893, Yohé estreou em Londres como Martina em The Magic Opal, de Isaac Albéniz, e no ano seguinte ela fez o papel-título do musical The Lady Slavey, composto por Gustave Adolph Kerker, de um livro de Sir George Dance, em que cantava What’s a Poor Girl to Do. Ela estrelou o personagem título de Little Christopher Columbus, que se tornou um sucesso. Em Londres, ela se tornou a favorita de Edward VII, Prícipe de Gales (posteriormente Edward VII). No ano seguinte ela fez o papel principal na ópera cômica Dandy Dick Whittington, no Avenue Theatre, escrita por George Robert Sims] e composta por Ivan Caryll. Sims observou que Yohé era rude com escritores, compositores e maestros quando não conseguia o que queria".
Em 1896, Yohé atuou no papel título do musical The Belle of Cairo, no Royal Court Theatre, em Londres. Ela retornou duas vezes à Broadway. Foi Lady Muriel Despair no musical The Giddy Throng (1900–01) e apareceu brevemente no teatro de revista Mamzelle Champagne, em 1906. No mesmo ano no Knickerbocker Theatre, em Nova Iorque, apareceu em Mlle. Nitouche, uma peça que ela tinha produzido uma década antes no Royal Court Theatre e no Duke of York's Theatre (então Trafalgar Square Theatre), em Londres.

## Casamentos
Fontes: 
Primeiro casamento

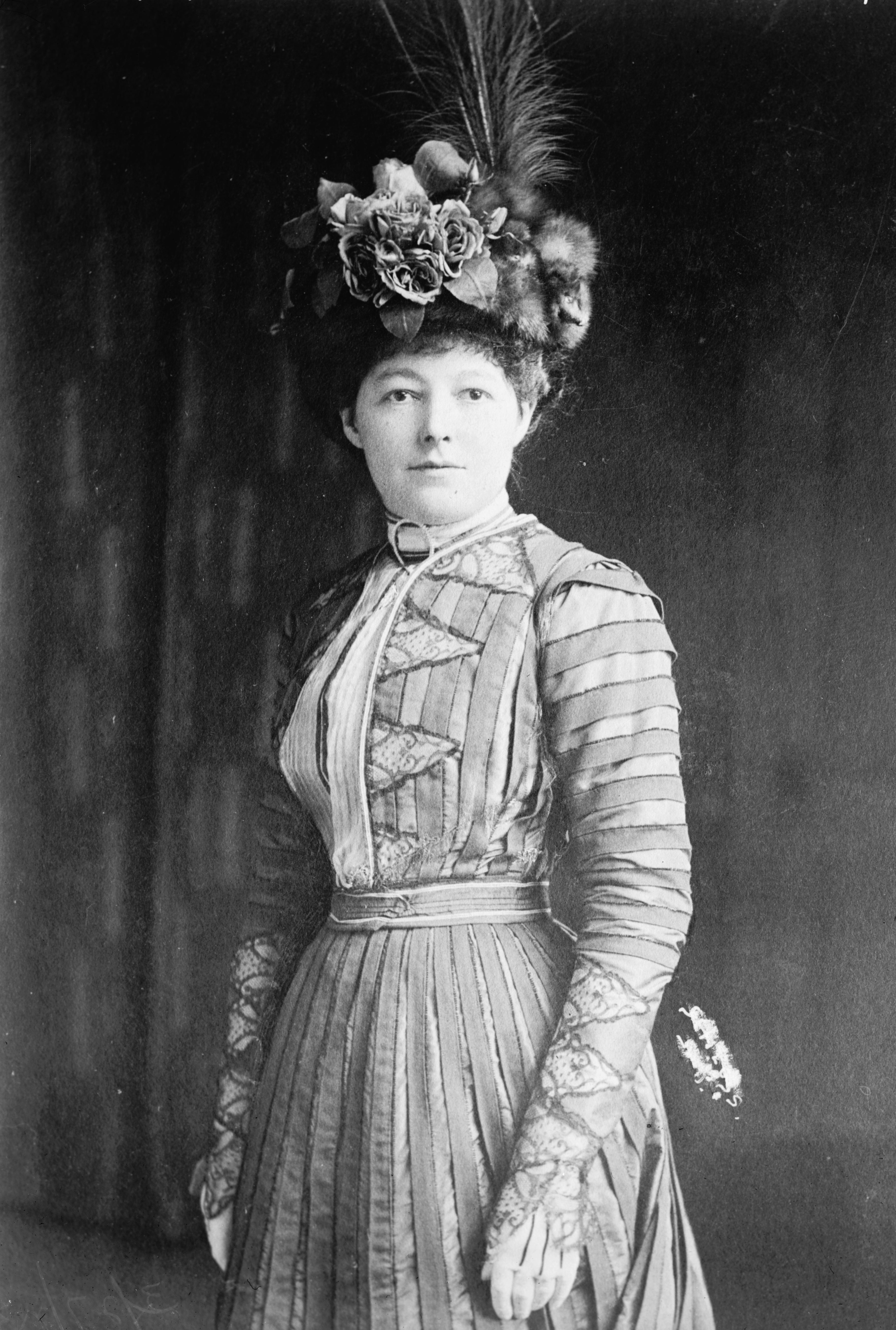
May Yohé

Yohé teve diversos casamentos, iniciando em 1893. O seguinte trecho foi transcrito de um artigo de 1908:
O casamento foi realizado tranquilamente em um cartório suburbano em novembro de 1894; Lord Francis tinha aberto uma falência, mas um ano após o casamento o restante da sua riqueza, suas terras, e o famoso diamante Hope e todos os seus quadros e herança foram esbanjadados pelos esforços combinados do jovem casal. Os futuros Duque e Duquesa pediram dinheiro emprestado, porém, e em 1900 fizeram uma turnê através do mundo, e no caminho encontraram o Capitão Putnam Bradlee Strong, na época um dos homens mais bonitos e populares do Exército dos Estados Unidos e um favorito do presidente William McKinley. A atriz se apixonou por ele, e se recusou a retornar para a Inglaterra com Lord Francis. Após o divórcio, em 1902, casou-se com o Capitão em San Francisco.
Segundo casamento
O segundo casamento acabou ainda mais desastrosamente do que o primeiro. Os dois discutiram desde o início, e nunca houve qualquer dinheiro. Ela renunciara à certeza de se tornar uma duquesa, e ele tinha renunciado à fama, família e amigos. Em 1902, Sra. Strong anunciou aos jornais que o marido havia fugido com £20,000 de suas jóias. Alguns dias mais tarde, Capitão Strong chegou em Londres e negou a história contada pela esposa. Ela o seguiu para Londres, e houve uma espécie de reconciliação.
Em seu retorno à América os dois foram juntos para o palco do music-hall. Mas desde que Yohé tinha partido, alterou-se o gosto do público e o galante capitão não era um gênio histriônico. Muito em breve ele, também, tornou-se falido, e em 1905 pediu o divórcio. Por um tempo Yohé foi esquecida, mas após um ano foi anunciado que ela casara com Newton Brown, um amigo de infância e descrito por sua noiva como “o mesmo menino adorável”.

## Hope e Strong

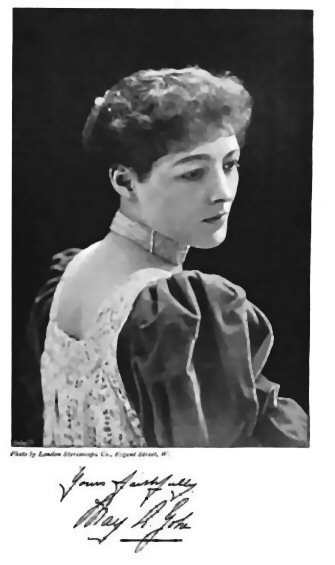
Yohé em On and Off, 1894

De acordo com Yohé, ela foi apresentada a Francis Hope no restaurante Delmonico, em Nova York, antes de ir para a Inglaterra no início da década de 1890. e o casal passou a ser visto nas noites de Londres. Em 30 de março de 1894, Burke's Peerage anunciou seu casamento, que tivera lugar em 27 de novembro de 1893, no Hampstead Parrish, em Londres. A imprensa na época afirmou que família de Hope lhe oferece £200.000 para cancelar o noivado. Em junho de 1894, o The New York Times relatou que Hope pedira concordata com dívidas no valor de £405.277 e ativos de £194.042. Quando do seu casamento com Hope, houve relatos na imprensa insinuando que ela havia sido casada duas vezes: primeiro, em San Francisco com o filho de um General Williams e em seguida em Massachusetts, com um político local.
Yohé conheceu Strong em 1901, durante uma viagem através do mundo com Hope. Em julho daquele ano, Strong, que havia servido na Assistant Adjutant General , nas Filipinas, renunciou à sua Comissão, uma vez que foi noticiado na imprensa que fora pedido para ele sair pelo gerente do Hotel Califórnia, em São Francisco, onde o casal se registrara como H. L. Hastings e esposa. Mais tarde, os dois navegaram para o Japão, onde viveram durante vários meses em Yokohama. No ano seguinte, Hope perdeu um pé em um acidente de caça, se divorciou de sua esposa e mais uma vez declarou falência. Apesar de o Major Strong renunciar à sua Comissão, alguns meses antes, o Departamento de Guerra dos Estados Unidos, em Washington, anunciou em 22 de março de 1902, no mesmo dia do divórcio do Yohé, sua nomeação para a promoção à Tenente-Coronel para o seu serviço nas Filipinas.
Em abril de 1902, eles retornaram à América para viver com a mãe de Yohé em sua residência em Hastings-on-Hudson. Três meses depois, Yohé acusou Strong de fugir com suas jóias. Com a a juda financeira da família de Strong, Yohé reconciliou-se com ele enquanto estavam na Europa. Alguns meses depois, quando o divórcio de Hope se concretizou, eles se casaram em Buenos Aires, em 3 de outubro de 1902. Strong mais tarde acompanhou sua esposa no teatro de vaudeville. Em 1905 ele declarou falência, enquanto ele e sua esposa estavam fazendo 750 por semana como animadores. Em dezembro, Yohé pediria o divórcio, alegando deserção. Strong, que supostamente estava vivendo em Macau após o divórcio, morreu em Nova Iorque em 1945, aos 70 anos. Em 1913 a imprensa reportou que Yohé e Francis Hope haviam se reconciliado, porém Hope declarou que era absurdo.

## Relacionamentos
Yohé casou com Newton Brown, um jornalista de Nova Iorque com conexões com o teatro, em abril de 1907. Essa união foi breve, e em maio de 1909 um jornal de San Francisco relatou que Yohé tinha dada para adoção um menino que ela teve com um novo marido, um mineiro de Columbia Britânica, com o nome de Murphy. A criança supostamente nasceu em setembro de 1908, em Portland, Oregon, onde Yohé viveu em reclusão. Em maio do ano seguinte, o menino foi adotado por Edward R. Thomas, proprietário da farmácia Hotel Perkins e sua esposa Rosa. O consentimento de adoção foi assinado como "Mary A. Strong". Em meados da década de 1930, um ator chamado Robert Thomas, filho adotivo de Edward e Rosa, tentou em vão provar que o pai biológico dele era Putnam Bradlee Strong. Yohé categoricamente rejeitou sua pretensão, não apenas de Strong ser seu pai, mas de ela ser a mãe. Thomas foi bem sucedido, ele seria elegível para um compartilhamento em um grande fundo instituído pela mãe do Strong.
Perto de 1910, Yohé comprou uma casa de pensão em estado precário, em Seattle, Washington, que ela usou por alguns meses até se casar com o músico Frank M. Reynolds, em Seattle. Reynolds era filho de um professor, que alegou haver recebido uma carta de seu filho refutando a história. Em setembro de 1911, Yohé negou seus planos com o ex-campeão de box Jack McAuliffe, que na época era o parceiro em uma casa de filme de 10¢ em Nova York, em realizar esquetes de vaudeville entre as sessões de cinema. No mês seguinte, Yohé foi relatada como estando em Chicago e vivendo em extrema penúria com seu marido Jack McAuliffe.

## Capitão John Smuts

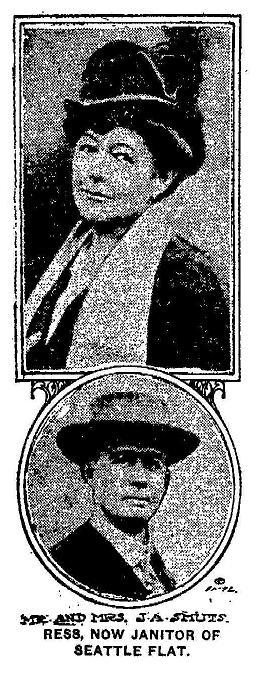
Mr. e Mrs. John Andy Smuts, pais de John Smuts, último marido de May Yohé.

Por volta de 1914, em Londres ou, possivelmente, África do Sul, Yohé casou com o Capitão John Addey Smuts, um oficial britânico nascido na África do Sul e primo do General Jan Smuts. Durante os primeiros anos de seu casamento, os dois viajaram para Singapura, Índia, China e Japão,eventualmente voltando à África do Sul. No fim da Primeira Guerra Mundial, foi relatado que Yohé planejara acompanhar o marido para a França, onde ele pretendia servir nas linhas da frente enquanto ela serviria como uma enfermeira da Cruz Vermelha. Smuts era incapaz de fixar uma Comissão militar e, dentro de alguns meses, os dois se mudaram para Seattle, Washington, onde Smuts encontrou trabalho no estaleiro. Logo depois, ele contraiu gripe, ficando Yohé em busca de emprego como governanta da casa onde viviam. Em 1919, Yohé estava de volta à vaudeville, com sucesso modesto.
No início da década de 1920, depois de leiloar alguns bens valiosos e uma viagem à América do Sul, Yohé e seu marido percorreram o circuito de vaudeville, nos Estados Unidos, com um ato baseado no seriado de 1921 The Hope Diamond Mystery, que ela ajudou a escrever e promover. Mais tarde, eles investiram em um rancho da Califórnia, mas esse empreendimento falhou e logo voltaram ao vaudeville, porém desta vez com menos sucesso. Eles perderam o restante de suas economias em um empreendimento de agricultura que falhou, em New Hampshire. Em 1924, o casal tinha  se instalado em Boston, onde John Smuts encontrara trabalho como faxineiro. Em novembro de 1924, Capitão Smuts foi baleado no peito em sua residência de Boston. O ferimento não era grave e ele logo se recuperou. Smuts manteve a história de que ele estava limpando uma arma quando ela disparou acidentalmente. Ele se recusou a explicar para os investigadores a nota de suicídio misterioso recuperada, escrita em dois estilos diferentes de caligrafia.

## Morte
Em 1938, Yohé pagou $16,50 por semana para a Works Progress Administration (WPA), em Boston. A saúde do seu marido estava falhando, e ela precisava de renda para seus cuidados. Inicialmente, Yohé foi recusada, pois ela tinha desistido de sua cidadania americana na década de 1890, quando casou com Francis Hope. Ela se inscreveu para recuperar a sua cidadania e, várias semanas mais tarde, em maio de 1938, foi aceita a sua aplicação. Em 29 de agosto de 1938, ela morreu em Boston de doenças cardíacas e renais. Três mil pessoas compareceram ao seu funeral. Quando da sua morte, o bem mais precioso do Yohé foi uma grande fotografia de Eduardo VII do Reino Unido, quando ele ainda era príncipe de Gales e assinara “To May, 1898". Poucos dias depois de seu funeral, John Smuts seguiu o desejo final da esposa, aspergindo suas cinzas no Oceano Atlântico.
Smuts morreu em Boston de um ataque cardíaco, alguns meses mais tarde, em 11 de janeiro de 1939.
O jornal Hartford Courant, em seu obituário, disse sobre Yohé o seguinte:

## Diamante Hope

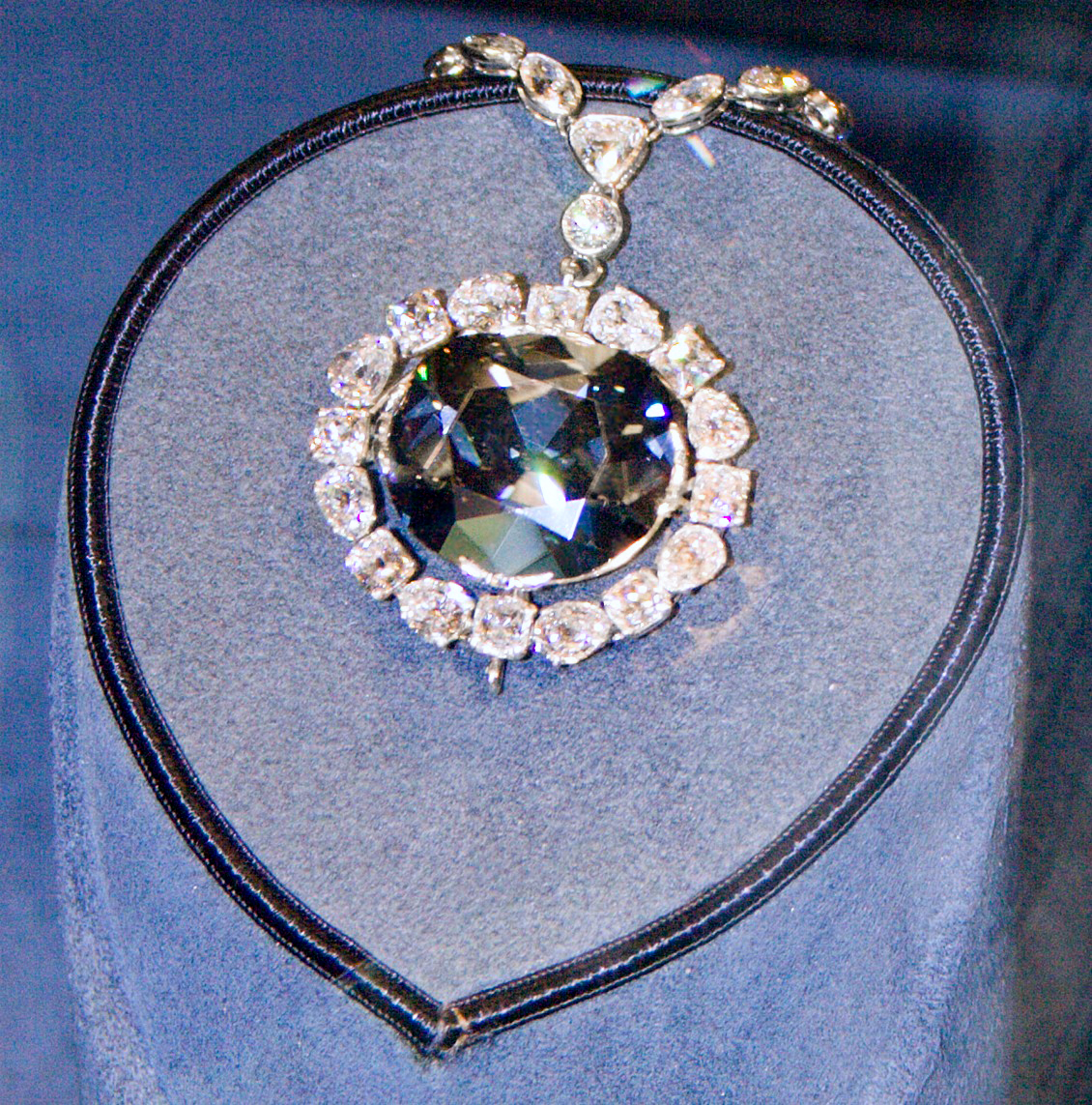
Diamante Hope, que inspirou o roteiro do seriado, escrito por May Yohe.

O roteiro conta a história romanceada do Diamante Hope, escrita por May Yohe, que também atua no seriado. O primeiro registo histórico do diamante Hope surge por volta de 1660, quando o mercador francês Jean-Baptiste Tavernier o adquiriu durante as suas viagens na Índia. Depois de passar por várias mãos, tais como de Luís XIV, Luís XV e Luís XVI da França, e por Maria Antonieta, desapareceu durante a Revolução Francesa, reaparecendo com o mercador de jóias londrino Daniel Eliason. Foi adquirido depois por Henry Philip Hope, em 1824 (passando a ser conhecido então como “Diamante Hope”), que ao morrer deixou seus sobrinhos lutando pela herança até que foi entregue a Henry Hope. Em 1901 foi vendido a um joalheiro londrino, para pagar a dívida de Francis Hope. Houve vários novos donos, entre eles Pierre Cartier, até ser adquirido por Harry Winston, em 1949. Em 1958, Winston o doou ao Instituto Smithsonian. O diamante foi ligado a uma lenda de maldição no início do Século XX, por May Yohe, que fora casada com Lorde Francis Hope e fora, portanto, pretensa dona do diamante, não fosse o fato de ter fugido com outro homem logo após o casamento com Hope.
A atriz May Yohe fez repetidas tentativas de capitalizar sua identidade como a ex-mulher do último Hope, para possuir o diamante e às vezes culpou a pedra pelos seus infortúnios. Em julho de 1902, meses depois de Lord Francis ter se divorciado, ela disse à polícia na Austrália que seu amante, Putnam Strong, a tinha abandonado e tomado suas jóias. Na verdade, o casal se reconciliou e casou-se mais tarde naquele ano, mas divorciaram-se posteriormente em 1910. Em seu terceiro casamento, em 1920, ela convenceu o produtor de cinema George Kleine a fazer um seriado em 15 episódios, The Hope Diamond Mystery, contando a história dos infortúnios do diamante, história que ela escreveu e à qual adicionou personagens fictícias, mas o projeto não foi bem sucedido. Em 1921, ela contratou Henry Leyford Gates para ajudá-la a escrever The Hope Diamond Mystery, transformando-o em seriado, no qual ela estrelou como Lady Francis Hope. Foram adicionados ao filme mais personagens, incluindo um ficcional Tavernier e adicionando Marat entre as vítimas do diamante. Ela também usava sua cópia do Hope, na tentativa de gerar mais publicidade para continuar sua carreira.

## Seriado
The Hope Diamond Mystery, também conhecido como The Romance of the Hope Diamond, foi um seriado estadunidense produzido em 1921, pela Kosmik Films, estrelado por Harry Carter, Grace Darmond e Boris Karloff. O seriado conta a história, romanceada, do famoso Diamante Hope, e o roteiro foi escrito pela própria May Yohé, uma das pretendentes à posse do verdadeiro "Diamante Hope". AMay Yohé faz o papel de Lady Francis Hope no seriado.